# 萨尔加杜-菲柳
萨尔加杜-菲柳是巴西巴拉那州的一个市镇。总面积183.08平方公里，总人口4709人，人口密度25.7人/平方公里。